# Saint-Papoul
Saint-Papoul  (Sant Pàpol en occitan) est une commune française, située dans le nord-ouest du département de l'Aude en région Occitanie.
Sur le plan historique et culturel, la commune fait partie du Lauragais, l'ancien « Pays de Cocagne », lié à la fois à la culture du pastel et à l’abondance des productions, et de « grenier à blé du Languedoc ». Exposée à un climat méditerranéen, elle est drainée par le Fresquel, le ruisseau de Bassens, l'Argentouire, le ruisseau de Tenten, la Migaronne, l'Arsou, le ruisseau de Limbe, le ruisseau de Rouzilhac et par deux autres cours d'eau. La commune possède un patrimoine naturel remarquable composé d'une zone naturelle d'intérêt écologique, faunistique et floristique.
Saint-Papoul est une commune rurale qui compte 832 habitants en 2022, après avoir connu une forte hausse de la population depuis 1975. Elle fait partie de l'aire d'attraction de Castelnaudary. Ses habitants sont appelés les Saint-Papoulais ou  Saint-Papoulaises.
Le patrimoine architectural de la commune comprend quatre  immeubles protégés au titre des monuments historiques : l'abbaye de Saint-Papoul, classée en 1846 et inscrite en 2007, le Palais épiscopal, inscrit en 1943 puis classé en 1943, la Porte de l'Est, inscrite en 1926, et le château de Ferrals, inscrit en 1927.

## Géographie
Commune de l'aire urbaine de Castelnaudary située dans le Lauragais.

### Communes limitrophes
Les communes limitrophes sont  Castelnaudary, Issel, Labécède-Lauragais, Lasbordes, Saint-Martin-Lalande, Verdun-en-Lauragais et Villespy.
| Issel                | Labécède-Lauragais | Verdun-en-Lauragais |
| Castelnaudary        | Saint-Papoul       | Villespy            |
| Saint-Martin-Lalande | Lasbordes          |                     |

### Hydrographie
La commune est dans la région hydrographique « Côtiers méditerranéens », au sein du bassin hydrographique Rhône-Méditerranée-Corse. Elle est drainée par le Fresquel, le ruisseau de Bassens, le ruisseau de l'Argentouire, le ruisseau de Tenten, la Migaronne, l'Arsou, le ruisseau de Limbe, le ruisseau de Rouzilhac, le Petit Arsou et le ruisseau des Capellas, qui constituent un réseau hydrographique de 28 km de longueur totale,.
Le Fresquel, d'une longueur totale de 63 km, prend sa source dans la commune de Baraigne et s'écoule d'ouest en est. Il traverse la commune et se jette dans l'Aude à Carcassonne, après avoir traversé 22 communes.
Le ruisseau de Bassens, d'une longueur totale de 13,7 km, prend sa source dans la commune de Labécède-Lauragais et s'écoule vers le sud. Il traverse la commune et se jette dans le Fresquel à Saint-Martin-Lalande, après avoir traversé 5 communes.
Le ruisseau de l'Argentouire, d'une longueur totale de 16,3 km, prend sa source dans la commune des Brunels et s'écoule vers le sud. Il traverse la commune et se jette dans le Fresquel sur le territoire communal, après avoir traversé 5 communes.
Le ruisseau de Tenten, d'une longueur totale de 21 km, prend sa source dans la commune des Cammazes et s'écoule vers le sud-est. Il traverse la commune et se jette dans le Lampy à Raissac-sur-Lampy, après avoir traversé 9 communes.

### Climat
Pour des articles plus généraux, voir Climat de l'Occitanie et Climat de l'Aude.
En 2010, le climat de la commune est de type climat du Bassin du Sud-Ouest, selon une étude s'appuyant sur une série de données couvrant la période 1971-2000. En 2020, Météo-France publie une typologie des climats de la France métropolitaine dans laquelle la commune est exposée à un climat océanique altéré et est dans la région climatique Aquitaine, Gascogne, caractérisée par une pluviométrie abondante au printemps, modérée en automne, un faible ensoleillement au printemps, un été chaud (19,5 °C), des vents faibles, des brouillards fréquents en automne et en hiver et des orages fréquents en été (15 à 20 jours).
Pour la période 1971-2000, la température annuelle moyenne est de 13,4 °C, avec une amplitude thermique annuelle de 16 °C. Le cumul annuel moyen de précipitations est de 727 mm, avec 9,3 jours de précipitations en janvier et 5,4 jours en juillet. Pour la période 1991-2020, la température moyenne annuelle observée sur la station météorologique la plus proche, située sur la commune de Castelnaudary à 7 km à vol d'oiseau, est de 14,1 °C et le cumul annuel moyen de précipitations est de 707,4 mm,. Pour l'avenir, les paramètres climatiques de la commune estimés pour 2050 selon différents scénarios d'émission de gaz à effet de serre sont consultables sur un site dédié publié par Météo-France en novembre 2022.

### Milieux naturels et biodiversité

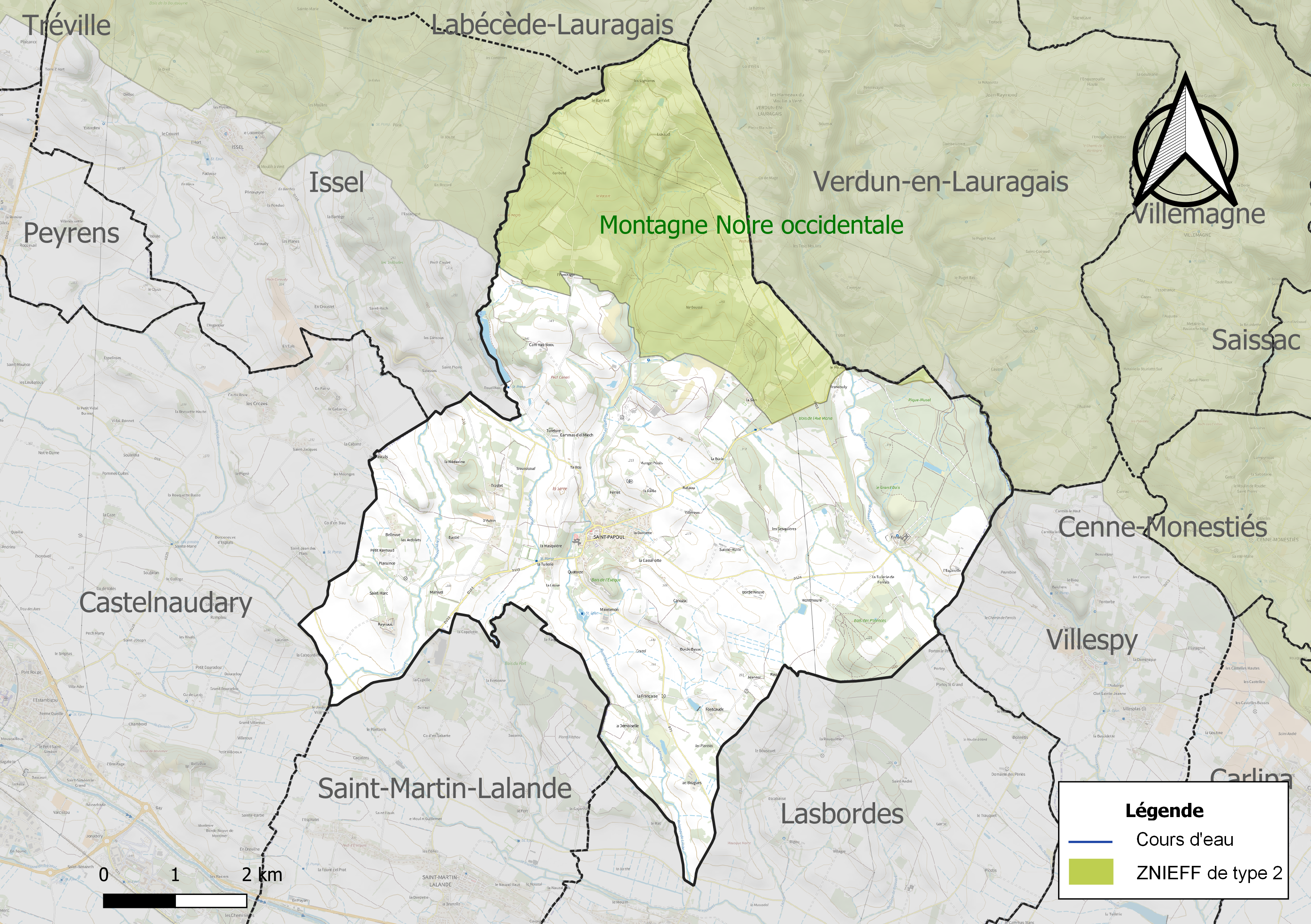
Carte de la ZNIEFF de type 2 localisée sur la commune.

L’inventaire des zones naturelles d'intérêt écologique, faunistique et floristique (ZNIEFF) a pour objectif de réaliser une couverture des zones les plus intéressantes sur le plan écologique, essentiellement dans la perspective d’améliorer la connaissance du patrimoine naturel national et de fournir aux différents décideurs un outil d’aide à la prise en compte de l’environnement dans l’aménagement du territoire.
Une ZNIEFF de type 2 est recensée sur la commune :
la « montagne Noire occidentale » (24 257 ha), couvrant 26 communes dont 25 dans l'Aude et 1 dans le Tarn.

## Urbanisme

### Typologie
Au 1er janvier 2024, Saint-Papoul est catégorisée commune rurale à habitat dispersé, selon la nouvelle grille communale de densité à 7 niveaux définie par l'Insee en 2022.
Elle est située hors unité urbaine. Par ailleurs la commune fait partie de l'aire d'attraction de Castelnaudary, dont elle est une commune de la couronne,. Cette aire, qui regroupe 34 communes, est catégorisée dans les aires de moins de 50 000 habitants,.

### Occupation des sols
L'occupation des sols de la commune, telle qu'elle ressort de la base de données européenne d’occupation biophysique des sols Corine Land Cover (CLC), est marquée par l'importance des territoires agricoles (66,5 % en 2018), en diminution par rapport à 1990 (68,1 %). La répartition détaillée en 2018 est la suivante : 
zones agricoles hétérogènes (38 %), forêts (27,8 %), terres arables (22,1 %), prairies (6,4 %), mines, décharges et chantiers (4,3 %), zones urbanisées (1,4 %). L'évolution de l’occupation des sols de la commune et de ses infrastructures peut être observée sur les différentes représentations cartographiques du territoire : la carte de Cassini (XVIIIe siècle), la carte d'état-major (1820-1866) et les cartes ou photos aériennes de l'IGN pour la période actuelle (1950 à aujourd'hui).

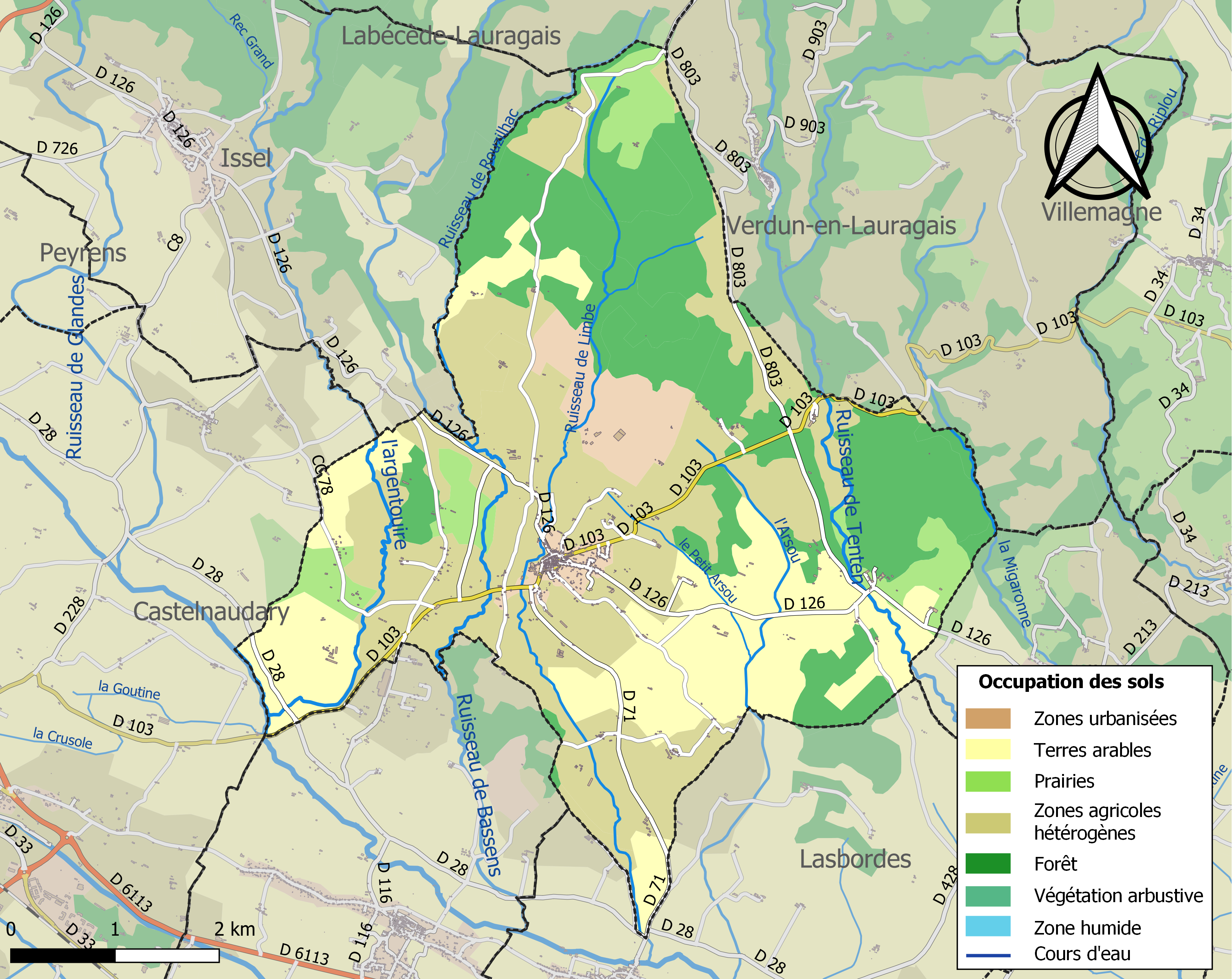
Carte des infrastructures et de l'occupation des sols de la commune en 2018 (CLC).

### Risques majeurs
Le territoire de la commune de Saint-Papoul est vulnérable à différents aléas naturels : météorologiques (tempête, orage, neige, grand froid, canicule ou sécheresse), inondations, feux de forêts et séisme (sismicité très faible). Il est également exposé à un risque particulier : le risque de radon. Un site publié par le BRGM permet d'évaluer simplement et rapidement les risques d'un bien localisé soit par son adresse soit par le numéro de sa parcelle.

#### Risques naturels
Certaines parties du territoire communal sont susceptibles d’être affectées par le risque d’inondation par débordement de cours d'eau, notamment le ruisseau de Glandes. La commune a été reconnue en état de catastrophe naturelle au titre des dommages causés par les inondations et coulées de boue survenues en 1982, 1992, 1999, 2000 et 2009,.

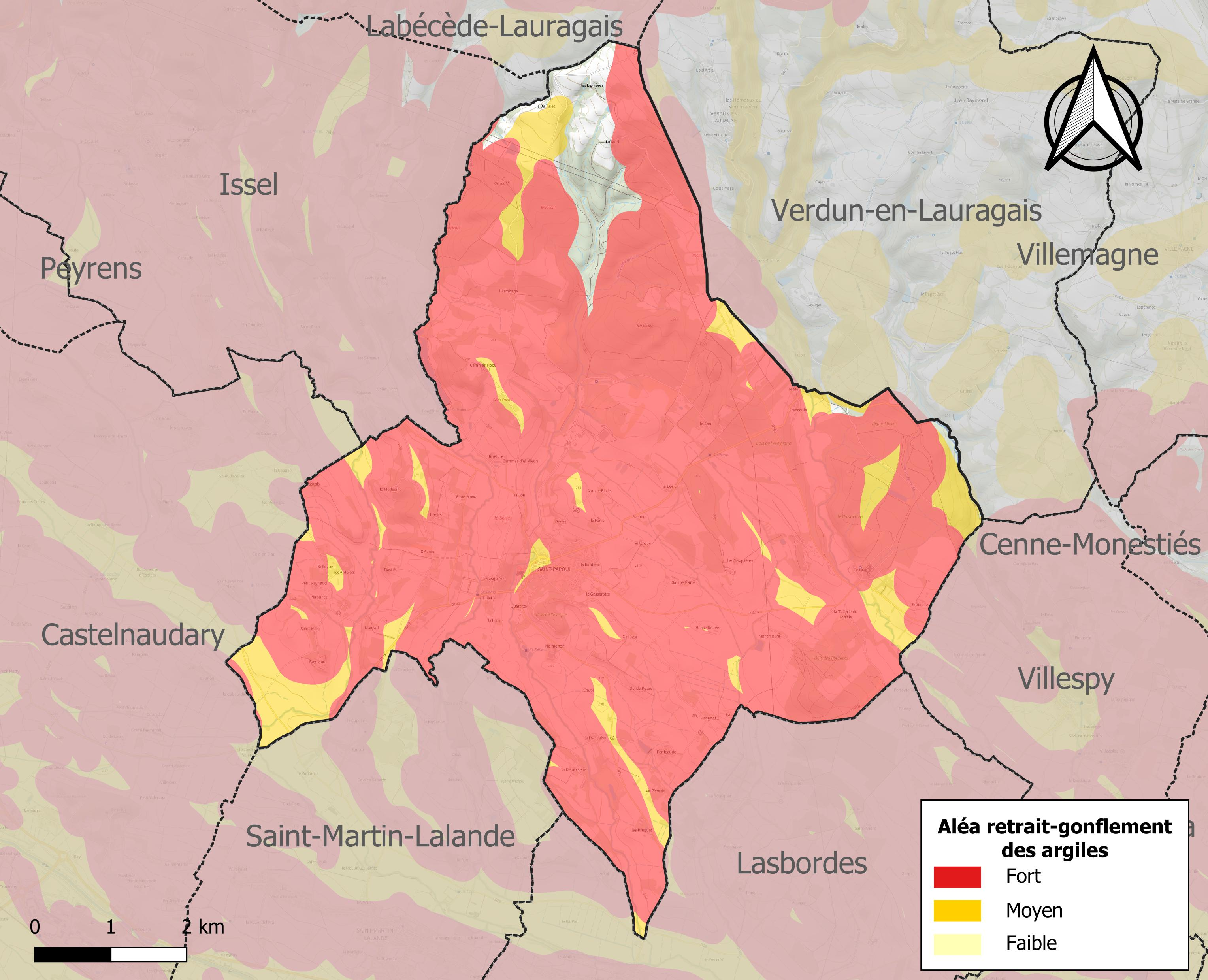
Carte des zones d'aléa retrait-gonflement des sols argileux de Saint-Papoul.

Le retrait-gonflement des sols argileux est susceptible d'engendrer des dommages importants aux bâtiments en cas d’alternance de périodes de sécheresse et de pluie. 95,9 % de la superficie communale est en aléa moyen ou fort (75,2 % au niveau départemental et 48,5 % au niveau national). Sur les 415 bâtiments dénombrés sur la commune en 2019, 411 sont en aléa moyen ou fort, soit 99 %, à comparer aux 94 % au niveau départemental et 54 % au niveau national. Une cartographie de l'exposition du territoire national au retrait gonflement des sols argileux est disponible sur le site du BRGM,.

#### Risque particulier
Dans plusieurs parties du territoire national, le radon, accumulé dans certains logements ou autres locaux, peut constituer une source significative d’exposition de la population aux rayonnements ionisants. Certaines communes du département sont concernées par le risque radon à un niveau plus ou moins élevé. Selon la classification de 2018, la commune de Saint-Papoul est classée en zone 3, à savoir zone à potentiel radon significatif.

## Histoire
Fondée au VIIIe siècle, l'abbaye de Saint-Papoul eut un rayonnement important pendant tout le Moyen Âge ; le village s'est construit à proximité de celle-ci. Elle prit le nom du prêtre saint Papoul qui évangélisa le Lauragais au IIIe siècle, et qui mourut martyr.
En 1317, Jean XXII érige le diocèse de Saint-Papoul. L'église abbatiale en devient la cathédrale, et ce jusqu'à la Révolution française.

## Politique et administration

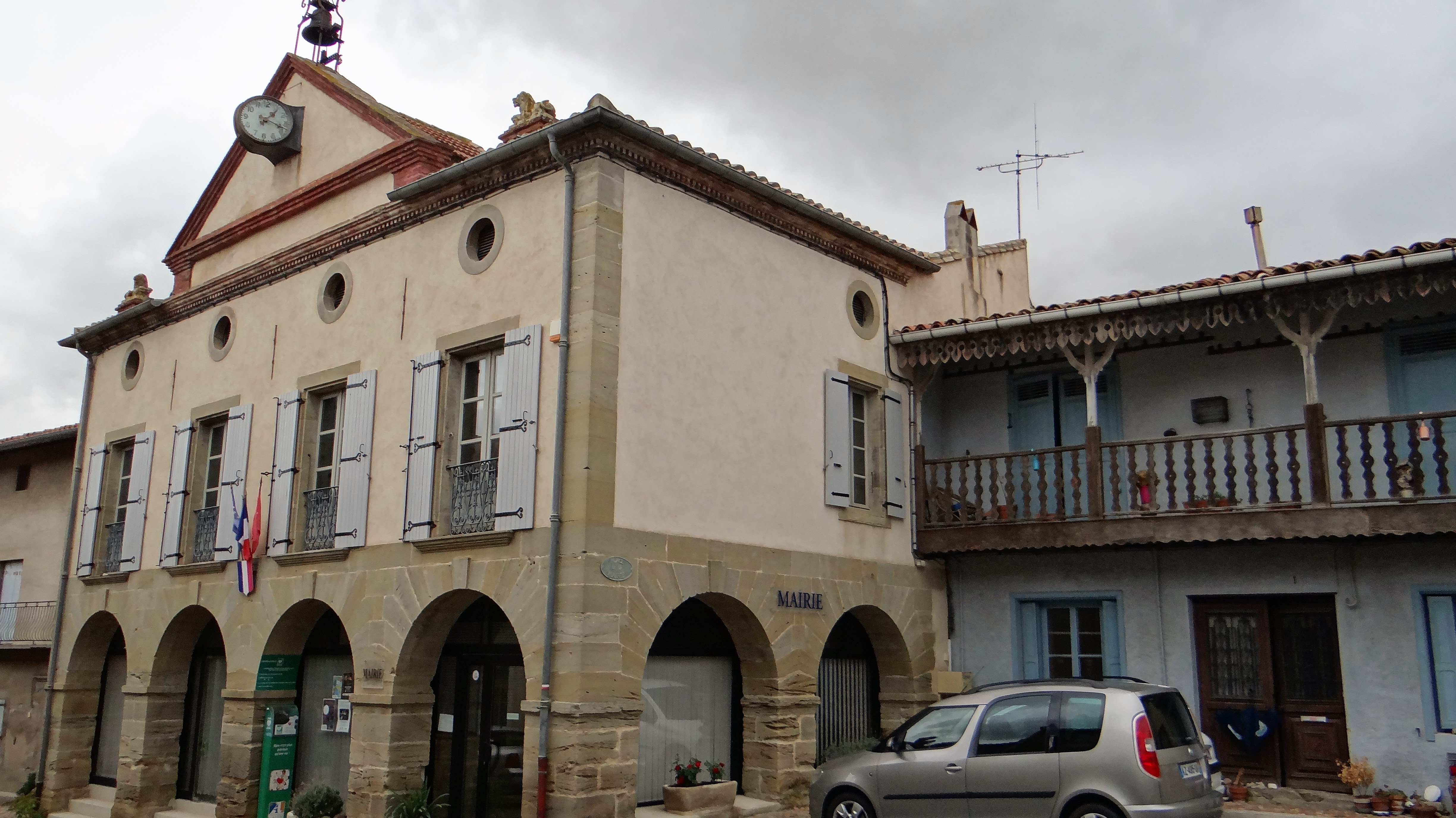
La mairie.

| Période                                  | Période   | Identité                  | Étiquette                | Qualité                                                                                          |
| ---------------------------------------- | --------- | ------------------------- | ------------------------ | ------------------------------------------------------------------------------------------------ |
| 1790                                     | 1793      | Pierre Faure              |                          |                                                                                                  |
| 1848                                     | 1849      | Alphonse Henri d'Hautpoul | Conservateur Monarchiste | Général, Ministre de la guerre (1849→1850), Conseiller général du Canton de Fanjeaux (1852→1861) |
| 1884                                     | 1899      | Louis Bourguignon         |                          |                                                                                                  |
| 1944                                     | 1945      | Jules Teisseyre           |                          | Président du Comité de Libération                                                                |
| mars 1971                                | juin 1995 | Henri Grocelle            | PS                       | Enseignant, Conseiller général du Canton de Castelnaudary-Nord (1973→1992)                       |
| mars 2001                                | 2008      | Henri Ourliac             | PS                       |                                                                                                  |
| mars 2008                                | En cours  | Serge Ourliac             | PS                       | Retraité, vice-président de la Communauté de communes Castelnaudary Lauragais Audois             |
| Les données manquantes sont à compléter. |           |                           |                          |                                                                                                  |

## Démographie
| 1793  | 1800  | 1806  | 1821  | 1831  | 1836  | 1841  | 1846  | 1851  |
| ----- | ----- | ----- | ----- | ----- | ----- | ----- | ----- | ----- |
| 1 014 | 1 175 | 1 263 | 1 329 | 1 396 | 1 396 | 1 295 | 1 380 | 1 334 |

| 1856  | 1861  | 1866  | 1872  | 1876  | 1881  | 1886  | 1891  | 1896 |
| ----- | ----- | ----- | ----- | ----- | ----- | ----- | ----- | ---- |
| 1 277 | 1 287 | 1 206 | 1 144 | 1 051 | 1 036 | 1 002 | 1 002 | 934  |

| 1901 | 1906 | 1911 | 1921 | 1926 | 1931 | 1936 | 1946 | 1954 |
| ---- | ---- | ---- | ---- | ---- | ---- | ---- | ---- | ---- |
| 882  | 858  | 838  | 677  | 715  | 679  | 699  | 705  | 655  |

| 1962 | 1968 | 1975 | 1982 | 1990 | 1999 | 2006 | 2011 | 2016 |
| ---- | ---- | ---- | ---- | ---- | ---- | ---- | ---- | ---- |
| 602  | 617  | 678  | 673  | 762  | 770  | 777  | 765  | 818  |

| 2021 | 2022 | - | - | - | - | - | - | - |
| ---- | ---- | - | - | - | - | - | - | - |
| 849  | 832  | - | - | - | - | - | - | - |

## Économie

### Revenus
En 2018  (données Insee publiées en septembre 2021), la commune compte 369 ménages fiscaux, regroupant 829 personnes. La médiane du revenu disponible par unité de consommation est de 20 400 € (19 240 € dans le département).

### Emploi
| Division       | 2008   | 2013   | 2018   |
| -------------- | ------ | ------ | ------ |
| Commune        | 6,8 %  | 6 %    | 9,4 %  |
| Département    | 10,2 % | 12,8 % | 12,6 % |
| France entière | 8,3 %  | 10 %   | 10 %   |

En 2018, la population âgée de 15 à 64 ans s'élève à 527 personnes, parmi lesquelles on compte 76,7 % d'actifs (67,3 % ayant un emploi et 9,4 % de chômeurs) et 23,3 % d'inactifs,. Depuis 2008, le taux de chômage communal (au sens du recensement) des 15-64 ans est inférieur à celui de la France et du département.
La commune fait partie de la couronne de l'aire d'attraction de Castelnaudary, du fait qu'au moins 15 % des actifs travaillent dans le pôle,. Elle compte 239 emplois en 2018, contre 221 en 2013 et 222 en 2008. Le nombre d'actifs ayant un emploi résidant dans la commune est de 362, soit un indicateur de concentration d'emploi de 66,1 % et un taux d'activité parmi les 15 ans ou plus de 57,2 %.
Sur ces 362 actifs de 15 ans ou plus ayant un emploi, 98 travaillent dans la commune, soit 27 % des habitants. Pour se rendre au travail, 86,7 % des habitants utilisent un véhicule personnel ou de fonction à quatre roues, 3 % les transports en commun, 5,3 % s'y rendent en deux-roues, à vélo ou à pied et 5 % n'ont pas besoin de transport (travail au domicile).

### Activités hors agriculture

#### Secteurs d'activités
76 établissements sont implantés  à Saint-Papoul au 31 décembre 2019. Le tableau ci-dessous en détaille le nombre par secteur d'activité et compare les ratios avec ceux du département,.
| Secteur d'activité                                                                                        | Commune | Commune | Département |
| Secteur d'activité                                                                                        | Nombre  | %       | %           |
| --- | ------- | ------- | ----------- |
| Ensemble                                                                                                  | 76      | 100 %   | (100 %)     |
| Industrie manufacturière, industries extractives et autres                                                | 13      | 17,1 %  | (8,8 %)     |
| Construction                                                                                              | 10      | 13,2 %  | (14 %)      |
| Commerce de gros et de détail, transports, hébergement et restauration                                    | 19      | 25 %    | (32,3 %)    |
| Information et communication                                                                              | 1       | 1,3 %   | (1,6 %)     |
| Activités financières et d'assurance                                                                      | 3       | 3,9 %   | (2,7 %)     |
| Activités immobilières                                                                                    | 10      | 13,2 %  | (5,2 %)     |
| Activités spécialisées, scientifiques et techniques et activités de services administratifs et de soutien | 5       | 6,6 %   | (13,3 %)    |
| Administration publique, enseignement, santé humaine et action sociale                                    | 13      | 17,1 %  | (13,2 %)    |
| Autres activités de services                                                                              | 2       | 2,6 %   | (8,8 %)     |

Le secteur du commerce de gros et de détail, des transports, de l'hébergement et de la restauration est prépondérant sur la commune puisqu'il représente 25 % du nombre total d'établissements de la commune (19 sur les 76 entreprises implantées  à Saint-Papoul), contre 32,3 % au niveau départemental.

#### Entreprises
Les cinq entreprises ayant leur siège social sur le territoire communal qui génèrent le plus de chiffre d'affaires en 2020 sont : 
- BCD Jeux, commerce de détail de jeux et jouets en magasin spécialisé (879 k€) ;
- Ring, autres activités des services financiers, hors assurance et caisses de retraite, n.c.a. (621 k€) ;
- Societe D Exploitation Des Etablissements Millecamps, transformation et conservation de la viande de volaille (343 k€) ;
- Vareal, activités des sociétés holding (160 k€) ;
- Debuisson, travaux de menuiserie bois et PVC (61 k€).

### Agriculture
La commune est dans le Lauragais, une petite région agricole occupant le nord-ouest du département de l'Aude,. En 2020, l'orientation technico-économique de l'agriculture  sur la commune est la polyculture et/ou le polyélevage.
|               | 1988  | 2000 | 2010 | 2020 |
| ------------- | ----- | ---- | ---- | ---- |
| Exploitations | 41    | 27   | 19   | 22   |
| SAU (ha)      | 1 627 | 1708 | 1880 | 1852 |

Le nombre d'exploitations agricoles en activité et ayant leur siège dans la commune est passé de 41 lors du recensement agricole de 1988  à 27 en 2000 puis à 19 en 2010 et enfin à 22 en 2020, soit une baisse de 46 % en 32 ans. Le même mouvement est observé à l'échelle du département qui a perdu pendant cette période 60 % de ses exploitations,. La surface agricole utilisée sur la commune a quant à elle augmenté, passant de 1 627 ha en 1988 à 1 852 ha en 2020. Parallèlement la surface agricole utilisée moyenne par exploitation a augmenté, passant de 40 à 84 ha.

## Culture locale et patrimoine

### Lieux et monuments
- L'abbaye de Saint-Papoul fait l’objet d’un classement au titre des monuments historiques depuis 1846[36]. Aujourd'hui église paroissiale, après avoir été cathédrale du diocèse de Saint-Papoul, l'abbaye offre avec son cloître du XIVe siècle un ensemble architectural assez bien conservé.
- L'ancien palais épiscopal ou ancien château fait l’objet d’un classement au titre des monuments historiques depuis 2007[37].
- Le château de Ferrals[38] fut construit à partir de 1567 ; il reçut la visite de Charles IX de France et de Catherine de Médicis. Le château de Ferrals fait l’objet d’une inscription au titre des monuments historiques depuis 1927[39].
- Chapelle Saint-Papoul de l'Hermitage, reconstruite au XIXe siècle, au lieu-dit l'Hermitage, où fut martyrisé saint Papoul.
- La porte de l'Est.

### Personnalités liées à la commune
- Liste des évêques de Saint-Papoul.
- Mgr Bertrand Lacombe, évêque auxiliaire de Bordeaux entre 2016 et 2020, évêque titulaire de Saint-Papoul. Devenu Archevêque d'Auch ;
- Mgr Gilles Reithinger, évêque auxiliaire de Strasbourg depuis 2021, évêque titulaire de Saint-Papoul ;
- Paul Rives (1895-1967), parlementaire sous la Troisième République et collaborateur. Né à Saint-Papoul ;
- Alphonse Henri d'Hautpoul (1789-1865), général, ministre, décédé à Saint-Papoul ;
- Jean-Laurent-Germain Tournier (1750-1807), homme politique, né à Saint-Papoul.

### Héraldique
| Blason de Saint-Papoul | Blason  | D'azur à saint Papoul habillé en diacre, tenant de sa main dextre une palme et de sa senestre le sommet de son crâne, le tout d'or. |
| Blason de Saint-Papoul | Détails | Le statut officiel du blason reste à déterminer.                                                                                    |